# La Almolda
La Almolda (aragónul L'Almolda) település Spanyolországban,  Zaragoza tartományban. La Almolda Castejón de Monegros, Sena, Valfarta, Bujaraloz és Pina de Ebro községekkel határos. Lakosainak száma 543 fő (2024).

## Népesség
A település népessége az utóbbi években az alábbiak szerint változott:
| Lakosok száma | 690  | 653  | 632  | 631  | 611  | 602  | 562  | 553  | 549  | 543  |
|               | 2001 | 2004 | 2007 | 2009 | 2012 | 2014 | 2017 | 2019 | 2022 | 2024 |